# Ramblin’ on My Mind
Ramblin’ on My Mind ist ein Bluessong des amerikanischen Blues-Musikers Robert Johnson, der insbesondere durch die Versionen Eric Claptons international bekannt geworden ist.

## Der Titel und seine Entstehungsgeschichte
Der Song steht in der Originaltonart E-Dur und wurde von Johnson in zwei Takes aufgenommen, die jeweils für eine der beiden Veröffentlichungen genutzt wurden. Johnson nutzte eine offen gestimmte Akustikgitarre, um die Basslinie auf den tiefen Gitarrensaiten zu spielen und diese mit schwungvolleren Melodien auf den hohen Saiten zu kombinieren. Er lehnte die Melodie an das Stück M & O Blues von Walter Davis an.
Johnson nahm den Titel am 23. November 1936 in San Antonio (Texas) auf. Im Mai des folgenden Jahres wurde der Titel auf einer 78-RPM-Schallplatte bei den Labels Vocalion (03519) und ARC (7-05-81) veröffentlicht.

## Coverversionen
Boyd Gilmore coverte den Song 1952. Auch Howlin’ Wolf interpretierte Ramblin’ on My Mind. Am 22. Juli 1966 veröffentlichten John Mayalls Bluesbreakers ihre Version des Liedes auf dem Album Blues Breakers with Eric Clapton. Lucinda Williams folgte 1979, Simply Red 1991. Als Solokünstler veröffentlichte Eric Clapton zahlreiche Varianten des Liedes auf den Alben E. C. Was Here, Just One Night, Stages, Crossroads 2: Live in the Seventies, Sessions for Robert J, Live from Madison Square Garden, Give Me Strength – The ’74/’75 Recordings sowie Forever Man.